# Тривожний розлад, пов'язаний із розлукою

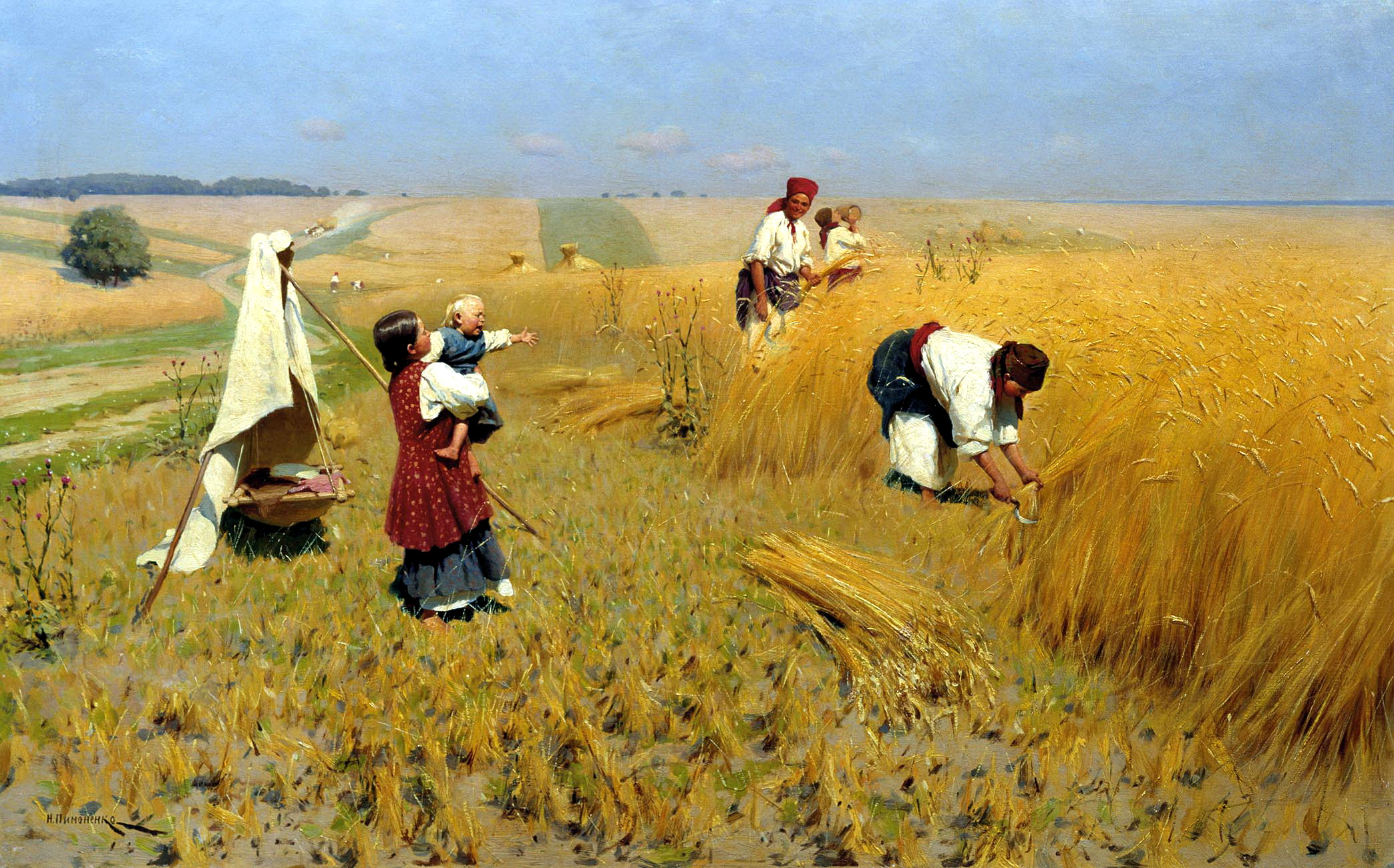
Жнива в Україні, Микола Пимоненко (1896)

Тривожний розлад, пов'язаний із розлукою (англ. Separation anxiety disorder, SAD; згідно з МКБ-10, Тривожний розлад у дітей, пов'язаний із розлукою, англ. Separation anxiety disorder of childhood) — тривожний розлад, у якому індивід переживає сильну тривогу через розлуку з домом і/або з людьми, до яких має сильну емоційну прихильність (наприклад, батьки, опікуни, брати та сестри). Тривожність через розлуку є природною частиною розвитку. Найчастіше вона трапляється у дітей, зазвичай у віці від 6 місяців до 3 років, хоча може патологічно проявлятися у старших дітей, підлітків та дорослих. На відміну від розладу, нормальна тривога від розлуки вказує на здоровий прогрес у когнітивному розвитку дитини і не повинна розглядатися як поведінкова проблема.
Згідно з Американською психіатричною асоціацією, тривожний розлад через розлуку проявляється тоді, коли тривога у відповідних ситуаціях є нетиповою для очікуваного рівня розвитку та віку людини. Тривожний розлад, пов'язаний із розлукою може спричинити негативний вплив на соціальні й емоційні функції, сімейне життя та психічне здоров'я індивіда.

## Сепараційна тривога
Сепараційна тривога (у широкому значенні) є ключовою діагностичною ознакою дитячого тривожного розладу, пов'язаного з розлукою. Страх розлучення при цьому є надмірним, проявляється головним чином як занепокоєння щодо можливої втрати будь-якого об'єкта або людини, від якої дитина перебуває в залежному положенні. У вузькому значенні термін «сепараційна тривога» використовується в психоаналізі для позначення гіпотетичної тривоги немовляти або дитини з приводу можливої втрати материнського об'єкта. У психоаналітичній об'єкт-теорії наголошується на страху втратити відносини з об'єктами, а в інстинкт-теорії — на зв'язку сепараційної тривоги з інстинктивною напругою.

## Епідеміологія
Тривожні розлади є найпоширенішим типом психопатології у дітей. За різними оцінками, вони зустрічаються у 4-25 % дітей у всьому світі. Серед цих розладів сепараційна тривога трапляється найчастіше.
Тривожний розлад у зв'язку з розлукою вражає близько 1-2 % молодих людей. У дітей до пубертатного віку зустрічається частіше, ніж у підлітків, і вражає приблизно однакову кількість осіб чоловічої та жіночої статі. Сепараційна тривога зустрічається у половини всіх випадків тривожних розладів у дітей.

## Симптоми
Найбільш поширені симптоми:
- Невідповідне реальності постійне занепокоєння у зв'язку з можливою втратою або можливими неприємностями в основних об'єктів, до яких прив'язана дитина (наприклад, страх, що вони покинуть її і не повернуться), або постійне занепокоєння, що вони можуть померти;
- Плач, істерики, відмова в участі у подіях, пов'язаних із розлукою;
- Порушення сну за відсутності об'єкта розлуки, кошмари, що повторюються, зміст яких пов'язаний з розлукою[11];
- Соматичні симптоми — включно з болем у животі, нудотою, блюванням і головним болем, а також скарги на них навіть за їхньої відсутності[11];
- Ухилення, відмова, небажання й опозиційні поведінки у спробі перешкоджати розділенню з основним об'єктом, до якої є прихильність[12].

Тривожний розлад, пов'язаний зі страхом розлуки, що виникає у невідповідний розвитку віковий період (наприклад, у дорослому чи підлітковому віці) виключає даний діагноз, крім випадків, коли сепараційна тривога анормально продовжується з дитячого віку. МКБ-10 включають ранній початок (віком до 6 років) розвитку хвороби, тоді як критерії американського Діагностичного і статистичного посібника з психічних розладів четвертого видання DSM-IV дозволяють поставити діагноз у тому випадку, якщо симптоми з'явилися до 18 років. У DSM-5 присутній схожий діагноз — «розлад сепараційної тривоги» (англ. separation anxiety disorder), але його опис і критерії відрізняються від МКБ-10, позаяк в цей діагноз входить і страх віддалення, що маніфікує у дорослих. За критеріями цього діагностичного посібника також має враховуватись тривалість страху та тривоги, пов'язаних з розлукою, щонайменше 4 тижні у дітей і підлітків і, 6 місяців або більше у дорослих.

## Етіологія
В етіології велику роль відіграють ананкастичні або сенситивно-шизоїдні риси характеру дитини, порушення батьківсько-дитячих стосунків, пов'язаних з гіперопікою або емоційною холодністю матері, а також актуальні для дитини психотравмувальні ситуації, які проходять часто непоміченими дорослими (наприклад, комплекси меншовартості або проблеми шкільної адаптації).

## Діагноз
Для немовлят і дітей дошкільного віку є нормальним висловлювати певний ступінь тривоги щодо реальної чи загрозливої їм розлуки з людьми, до яких вони прив'язані. Ця тривога сприймається як прояв норми, що відбиває розвиток дитини у період від раннього дитинства до дворічного віку. Інші джерела (наприклад, Алтман, Макгої і Соммер) відзначають, що даний діагноз не повинен ставитися дітям молодшим за трирічний вік.
Діагностується цей розлад у випадках, коли страх розлуки становить основу тривоги, і коли така тривога вперше виникає у перші роки життя. Вона диференціюється від нормальної тривоги, пов'язаної з розлукою за ступенем, який виходить за межі статистично можливої (включно з анормальною стійкістю вище звичайного вікового періоду), і за поєднанням зі значними проблемами у соціальній поведінці. При цьому клінічна картина має спостерігатися щонайменше 4 тижні.
Крім того, важливо виключити генералізований тривожний розлад дитячого віку (F93.80, відповідно до ІДК-10).

## Лікування
Для досягнення стійкого ефекту необхідне застосування етіотропної терапії. Доречні оперантні методики та когнітивна терапія, що навчає дитину самоствердження, що сприяє подолання ситуації та зменшенню тривожних думок.
Фармакологічне лікування використовується у крайніх випадках, коли немедикаментозні методи лікування не призвели до покращення. Можуть призначатися антидепресанти, проте немає переконливих доказів того, що допомагають трициклічні антидепресанти або бензодіазепіни. Крім того, є обмежені дані про те, що селективні інгібітори зворотного захоплення серотоніну дають симптоматичне полегшення, але немає доказів того, що це поліпшення зберігається після припинення медикаментозного лікування.

## У тварин
Цей розлад може спостерігатися у тварин, зокрема, у собак. Це явище іноді називають синдром розлуки або тривога розлуки.